# David Livingston
David Livingston ist ein US-amerikanischer Fernsehproduzent und -regisseur. Bekannt wurde er vor allem als Produzent und Regisseur mehrerer Star-Trek-Fernsehserien.

## Leben und Karriere
Livingston begann seine Karriere 1988 als Aufnahmeleiter bei Raumschiff Enterprise – Das nächste Jahrhundert. 1992 stieg er zum Supervising Producer auf. Diese Funktion hatte er auch bei den Spin-off-Serien Star Trek: Deep Space Nine und Star Trek: Raumschiff Voyager inne.
Bei der 24. Folge der vierten Staffel von Das nächste Jahrhundert, Verräterische Signale, führte Livingston erstmals Regie, ein weiteres Mal bei der 15. Folge der fünften Staffel, Ungebetene Gäste. Danach inszenierte er 17 Deep-Space-Nine-Episoden, 28 Raumschiff-Voyager-Episoden und 14 Episoden von Star Trek: Enterprise. Außerdem ist er Autor der elften Folge von Deep Space Nine, Die Nachfolge.
Parallel zu seiner Arbeit bei Star Trek inszenierte Livingston zwischen 1998 und 2001 auch mehrere Folgen der Science-Fiction-Serie Seven Days – Das Tor zur Zeit. Im Jahr 2000 schrieb Livingston das Drehbuch für den Kurzfilm Slice of Life, bei dem er auch Regie führte und ihn produzierte. Livingston war als Supervising Producer beim Fernsehfilm-Remake von Carrie aus dem Jahr 2002 beteiligt. 2005 übernahm er die Produktion von zwei Folgen der Science-Fiction-Serie Nemesis – Der Angriff.

## Filmografie (Auswahl)
Als Regisseur
- 1991–1992: Raumschiff Enterprise – Das nächste Jahrhundert (Star Trek: The Next Generation, Fernsehserie, 2 Folgen)
- 1993–1999: Star Trek: Deep Space Nine (Fernsehserie, 17 Folgen)
- 1995–2001: Star Trek: Raumschiff Voyager (Star Trek: Voyager, Fernsehserie, 28 Folgen)
- 1996: Sliders – Das Tor in eine fremde Dimension (Sliders, Fernsehserie, Folge 3x07)
- 1997: Viper (Fernsehserie, Folge 1x14)
- 1997: Baywatch Nights (Fernsehserie, Folge 2x15)
- 1998–2001: Seven Days – Das Tor zur Zeit (Seven Days, Fernsehserie, 6 Folgen)
- 2000: Slice of Life (Kurzfilm)
- 2001–2005: Star Trek: Enterprise (Enterprise, Fernsehserie, 15 Folgen)
- 2002: Strong Medicine: Zwei Ärztinnen wie Feuer und Eis (Strong Medicine, Fernsehserie, Folge 2x17)

Als Produzent
- 2000: Slice of Life (Kurzfilm)
- 2002: Carrie (Fernsehfilm, Supervising Producer)
- 2005–2006: Nemesis – Der Angriff (Threshold, Fernsehserie, 2 Folgen)